# Sauschütt (Hohenlinden)

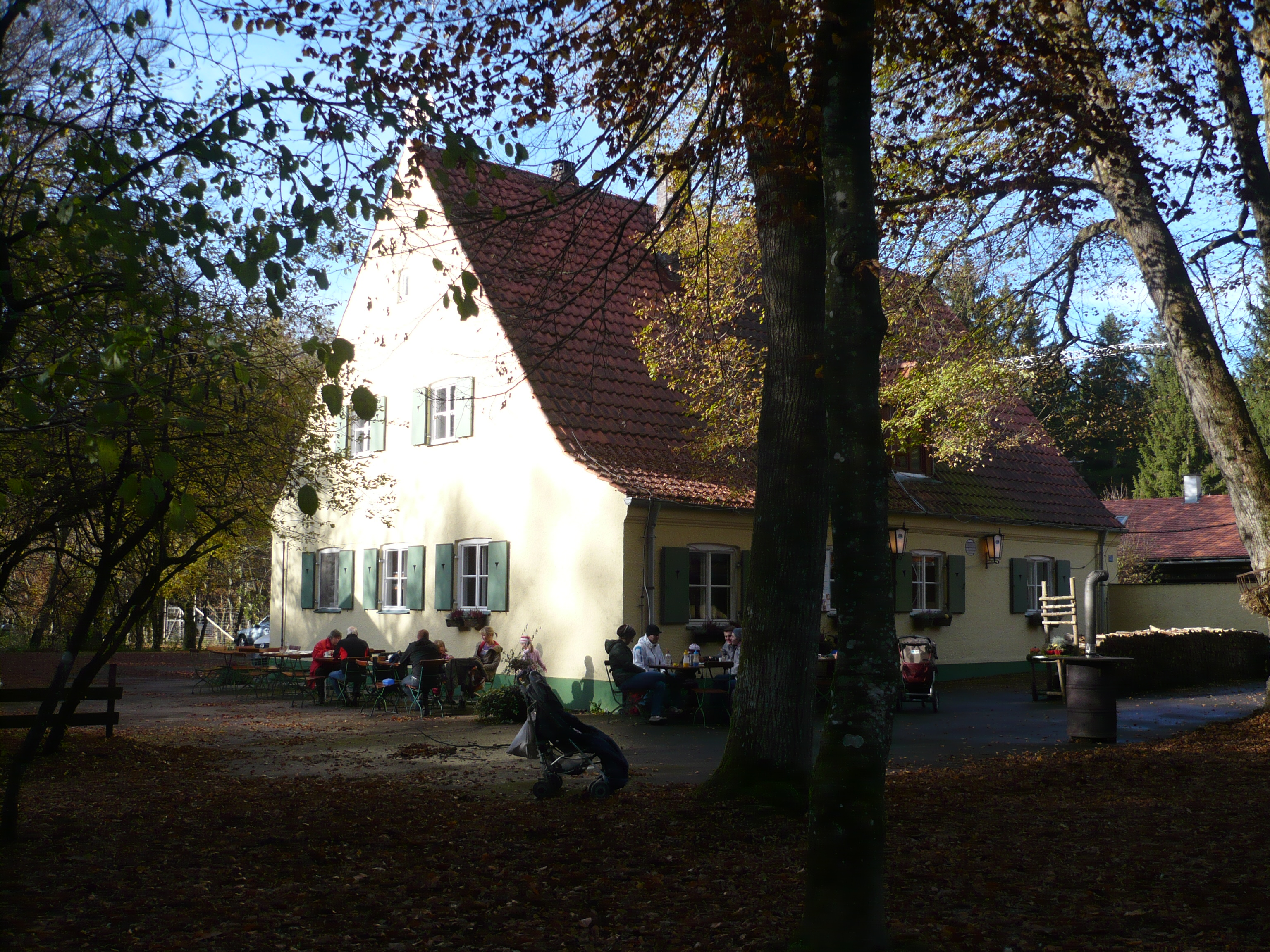
Das ehemalige Forsthaus, jetzt Gaststätte

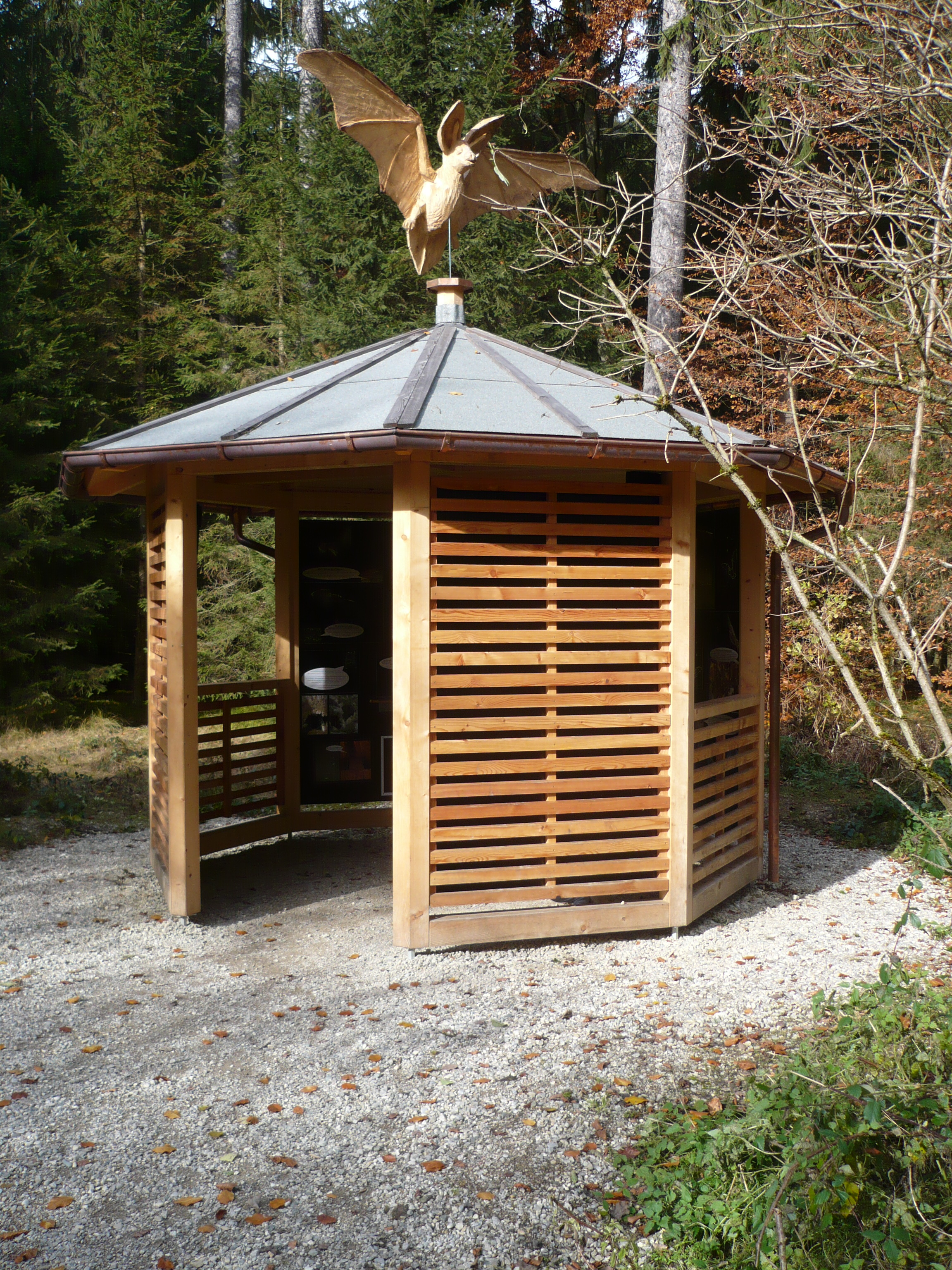
Fledermauspavillon am Walderlebnispfad

Sauschütt ist ein Gemeindeteil von Hohenlinden im oberbayerischen Landkreis Ebersberg.
Der Gemeindeteil ist eine Exklave der Gemeinde Hohenlinden auf der Gemarkung Ebersberger Forst, umgeben vom gemeindefreien Gebiet Ebersberger Forst. Sie liegt knapp einen Kilometer westlich der Staatsstraße 2086 von Hohenlinden nach Ebersberg. Die Exklave besteht aus dem Flurstück 24/2 mit einer Fläche von 8257 Quadratmetern.
Die beiden Anwesen im Ort sind die Waldgaststätte Sauschütt und die Forstdienststelle.

## Geschichte
Die Hohenlindener Sauschütt war eine Sauschütt im Ebersberger Forst östlich von München und Standort eines Forsthauses. Im ehemaligen Forsthaus ist heute eine Waldgaststätte.
Im Historischen Ortsnamenbuch des Landkreises Ebersberg von 1951 ist Sauschütt als Einöde mit 2 Einwohnern erwähnt, gehörend zur Gemeinde und Pfarrei Hohenlinden sowie als ab 1880 bewohnte Siedlung an einer früheren Futterstätte für Wildschweine.
Nach der Volkszählung vom 25. Mai 1987 hatte der Gemeindeteil zwei Einwohner in einem „Gebäude mit Wohnraum“, zur Volkszählung 1970 waren es vier Einwohner.
Der Flurname Sauschütt geht auf eine historische Bezeichnung für das an Wildschweinen reiche Waldgelände zurück. Das dort errichtete Forsthaus wurde später in eine Waldgaststätte umgewandelt und ist heute ein beliebtes Ausflugsziel. In drei angrenzenden Schaugattern leben Rot-, Dam- und Schwarzwild und können von Aussichtsplattformen in ihrem natürlichen Lebensraum beobachtet werden.
Das Forsthaus ist Ausgangspunkt für einen 3,2 km langen Walderlebnispfad. Dieser wurde 1967 als Waldlehrsteig eröffnet. 2004 erfolgte durch die Bayerischen Staatsforsten in Zusammenarbeit mit den Steinhöringer Werkstätten für behinderte Menschen, der Schutzgemeinschaft Ebersberger Forst und dem Bayerischen Forstamt Ebersberg eine komplette Neugestaltung und ein behindertengerechter Ausbau. Der im Juli 2004 eröffnete Pfad wird seitdem als Walderlebnispfad bezeichnet und informiert an verschiedenen Stationen über naturkundliche Aspekte.
Die Waldgaststätte beendete Ende 2019 ihren Betrieb, weil kein Nachfolger für die scheidenden Wirtsleute gefunden wurde. Eine für Frühjahr 2020 vorgesehene Wiederaufnahme der Bewirtschaftung kam wegen eines Rechtsstreits nicht zustande.